# Asadito colorado
 (décembre 2021).
L'asadito colorado est un plat typique bolivien associé à la province de Vallegrande. Il est fait à base de porc, de l'urucú et du mote.

## Caractéristiques
L'ingrédient principal de l'asadito colorado est la viande de porc coupée en morceaux et assaisonnée d'épices telles que l'ail, le cumin, le poivre et le vinaigre ou le citron-tangerine. La viande est laissée au repos pour ramollir, et est progressivement cuite en utilisant son propre saindoux et en ajoutant d'autres ingrédients comme la menthe, l'urucú - ce dernier ajoutant sa teinte rouge caractéristique. Elle est servie avec des pommes de terre bouillies, du mote, du yucca étuvé, ou une salade de tomates et d'oignons,.